# Siège d'Ostende (1706)
Pour les articles homonymes, voir Siège d'Ostende.
Guerre de Succession d'Espagne
Batailles
Campagnes de Flandre et du Rhin
- Landau (1702)
- Friedlingen (1702)
- Kehl (1703)
- Ekeren (1703)
- Höchstädt (1703)
- Spire (1703)
- Schellenberg (Donauworth) (1704)
- Blenheim (1704)
- Landau (1704)
- Vieux-Brisach (1704)
- Eliksem (1705)
- Ramillies (1706)
- Stollhofen (1707)
- Cap Béveziers (1707)
- Cap Lizard (1707)
- Audenarde (1708)
- Wynendaele (1708)
- Lille (1708)
- Gand (1708)
- Malplaquet (1709)
- Douai (1710)
- Bouchain (1711)
- Denain (1712)
- Bouchain (1712)
- Douai (1712)
- Landau (1713)
- Fribourg (1713)

Campagnes d'Italie
- Carpi (1701)
- Chiari (1701)
- Crémone (1702)
- Luzzara (1702)
- Verceil (1704)
- Cassano (1705)
- Nice (1705-1706)
- Calcinato (1706)
- Turin (1706)
- Castiglione (1706)
- Toulon (1707)
- Gaeta (1707)
- Cesana (1708)
- Syracuse (1710)

Campagnes d'Espagne et de Portugal
- Cadix (1702)
- Vigo (navale 1702)
- Cap de la Roque (1703)
- Gibraltar (août 1704)
- Ceuta (1704) (es)
- Málaga (1704)
- Gibraltar (1704-1705)
- Marbella (1705)
- Montjuïc (1705)
- Barcelone (1705)
- Badajoz (1705)
- Barcelone (1706)
- Murcie (1706) (es)
- El Albujón (1706) (es)
- Santa Cruz de Ténérife (1706) (en)
- Almansa (1707)
- Xàtiva (1707)
- Ciudad Rodrigo (1707) (en)
- Lérida (1707)
- Tortosa (1708)
- Minorque (1708)
- Gudiña (1709)
- Almenar (1710)
- Saragosse (1710)
- Brihuega (1710)
- Villaviciosa (1710)
- Barcelone (1713-1714)

Campagnes de Hongrie
- Saint-Gotthard (1703) (en)
- Biskupice (1704) (en)
- Smolenice (1704) (en)
- Koroncó (1704) (en)
- Zsibó (1705) (en)
- Saint-Gotthard (1705) (en)
- Trenčín (1708) (en)

Antilles et Amérique du sud
- Santa Marta (1702)
- Guadeloupe (1703)
- Nassau (1703)
- Colonia del Sacramento (1704)
- Carthagène (1708)
- Rio (1710)
- Carthagène (1711)
- Rio (1711)
- Cassard (1712)

Le siège d'Ostende est un siège qui se déroule à Ostende du 15 juin au 7 juillet 1706 dans le cadre de la guerre de Succession d'Espagne.

## Contexte
À la suite de la victoire des Alliés à la bataille de Ramillies en mai 1706, les armées françaises se retirent et de nombreuses villes des Pays-Bas espagnols se rendent sans se battre au duc de Marlborough. Ce n'est pas le cas de la ville d'Ostende, un port sur la côté de la mer du Nord, que le général Clément-Eléonore Guillaud, comte de La Motte, décide de défendre.

## Déroulement
Dès son arrivée à Ostende, le général de La Motte fait ouvrir toutes les écluses afin de rendre l'accès de la place difficile autant par terre que par mer. À cette époque, Ostende possède huit bastions et est entourée de deux profonds canaux. Il y a en outre de larges fossés et plusieurs forts isolés. Sommée de se rendre dès le 6 juin, la garnison refuse et se montre disposée à opposer une vigoureuse résistance.
Résolu à « ne pas laisser respirer l'ennemi », Marlborough envoie à Ostende un détachement de troupes hollandaises et britanniques de vingt-cinq mille hommes mené par Henri de Nassau-Ouwerkerk et le duc d'Argyll. Entretemps, il établit le camp de son corps d'armée principal à Roulers, pour protéger l'assaut d'une intervention de l'armée française, qui s'est regroupée plus au sud, à Courtrai.
Un escadron de la Royal Navy sous le commandement de Sir Stafford Fairborne vient soutenir le siège depuis la rade : il est composé de neuf bâtiments de haut bord, quatre galiotes et neuf brûlots.
Dès l'arrivée de l'artillerie, le 17 juin, les assiégeants creusent des tranchées et établissent des communications, des forts et de nombreuses batteries.
L'artillerie commence à tirer dans la nuit du 28 au 29, tandis que la flotte bombarde sans relâche et que le général Fagel, retranché dans les dunes, fait jouer ses batteries avec la même ténacité. Cette pluie de projectiles tombant sur la ville cause de nombreuses pertes matérielles et humaines.
Le 4 juillet, beaucoup de maisons sont incendiées et la plus grande partie du canon du rempart est démontée. Néanmoins, la place, sommée une seconde fois de se rendre, résiste toujours. Malgré une dernière sortie réussie, la garnison, désespérant de pouvoir se défendre plus longtemps et cédant aux énergiques démonstrations des Ostendais qui s'étaient déclarés pour Charles III, fait battre la chamade.
Le général de La Motte capitule après trois semaines de siège (du 15 juin au 7 juillet 1706).

## Conséquences
L'armée française forte de 2 400 hommes se rend à Dunkerque. Les Espagnols évacuent aussi la ville.
Après cette victoire, Marlborough se voit offrir le poste de gouverneur général des Pays-Bas espagnols, mais il est contraint de refuser cette offre, de peur d'offenser ses alliés néerlandais.
La ville a horriblement souffert de ce bombardement : aucune habitation n'est restée intacte, et de nombreux bâtiments comme l'église des Capucins sont fortement endommagés. Pour la deuxième fois en cent ans, la ville doit se reconstruire presque entièrement.
Il faudra attendre la Paix d'Utrecht de 1713 pour que la question de la succession au trône d'Espagne soit tranchée : Philippe V est confirmé dans ses droits à la couronne d'Espagne, mais cette reconnaissance se fait au prix de pertes territoriales. Ainsi, Ostende fera désormais partie des Pays-Bas autrichiens.